# Estonia 200
Estonia 200 (in estone: Eesti 200) è un partito politico di ispirazione liberale e centrista fondato in Estonia nel 2018. I suoi membri derivano sia dal partito di centro-destra “Isamaa” che dal partito di centro-sinistra “Partito Socialdemocratico”.
Inizialmente un partito minore, extra-parlamentare e molto marginalizzato, si è decisamente affermato sul piano politico solo a partire dalle elezioni parlamentari del 2023, quando ha straordinariamente ottenuto 14 seggi su 101 presso il Riigikogu, il parlamento estone.

## Ideologia
Estonia 200 si descrive come un partito liberale e progressista. Sostiene le relazioni dell'Estonia nella NATO e nell'UE, il matrimonio omosessuale e l'accesso a Internet come un diritto umano. Sostiene inoltre la riduzione del 15% dell'aliquota dell'imposta sul reddito personale dei dipendenti con luoghi di lavoro e residenza al di fuori di Tallinn e della contea di Harju. Il partito sostiene le fonti di energia rinnovabile basate sulla comunità e la creazione di un vincolo per finanziamenti verdi. Sostiene l'inclusione di lezioni di salute mentale nei programmi scolastici, oltre a riservare l'1% dei bilanci locali per i progetti di investimento scelti dai residenti. Estonia 200 chiede anche che gli enti governativi locali siano costituiti per il 50% da politici e per il 50% da rappresentanti di esperti e gruppi di interesse. Inoltre, intende ridurre i finanziamenti pubblici per tutti i partiti politici.

## Risultati elettorali
| Elezione          | Voti   | %     | Seggi    | Posizione         |
| ----------------- | ------ | ----- | -------- | ----------------- |
| Parlamentari 2019 | 24.447 | 4,40  | 0 / 101  | Extraparlamentari |
| Europee 2019      | 10.706 | 3,20  | 0 / 7    | -                 |
| Parlamentari 2023 | 81.347 | 13,33 | 14 / 101 | Maggioranza       |